# Sharsha
Sarsha è un sottodistretto (upazila) del Bangladesh situato nel distretto di Jessore, divisione di Khulna. Si estende su una superficie di 336,34 km² e conta una popolazione di 258.789 abitanti (dato censimento 1991).